# Radio SRF Musikwelle
Radio SRF Musikwelle – szwajcarski kanał radiowy nadawany przez Schweizer Radio und Fernsehen, niemieckojęzyczną część publicznego nadawcy SRG SSR. Został uruchomiony w 1996 roku jako DRS Musigwälle, w 2007 został przemianowany na DRS Musikwelle, zaś obecną nazwę otrzymał w grudniu 2012 w ramach rebrandingu wszystkich niemieckojęzycznych mediów publicznych w Szwajcarii pod marką SRF. Stacja ma profil muzyczny i adresowana jest głównie do starszych odbiorców. Szczególny nacisk kładzie na muzykę popularną i ludową ze Szwajcarii, Austrii i Niemiec. Oprócz tego można tam usłyszeć przeboje włoskie, francuskie, brytyjskie czy amerykańskie, jak również fragmenty musicali i operetek.
Kanał nadawany jest w niemieckojęzycznych kantonach Szwajcarii w cyfrowym przekazie naziemnym, można go również znaleźć w sieciach kablowych. Ponadto jest dostępny przez Internet i w niekodowanym przekazie satelitarnym z satelity Eutelsat Hot Bird 13B. W roku 2012 stacja zanotowała słuchalność na poziomie 5,3%, co dało jej trzecie miejsce wśród sześciu kanałów radiowych SRF. 